# Monica Aksamit
Monica Aksamit (* 18. Februar 1990 in New York City) ist eine US-amerikanische Säbelfechterin.

## Erfolge
Monica Aksamit gewann in der Mannschaftskonkurrenz 2016 in Panama-Stadt und 2018 in Havanna die Panamerikameisterschaften. 2017 wurde sie mit dieser zudem Zweite. An den Olympischen Spielen 2016 in Rio de Janeiro nahm sie als Ersatzfrau im Mannschaftswettbewerb teil und kam im abschließenden Gefecht um Platz 3 gegen Italien zum Einsatz. Die Partie endete mit 45:30 zugunsten des US-amerikanischen Teams, zu der neben Aksamit noch Ibtihaj Muhammad, Dagmara Wozniak und Mariel Zagunis gehörten. Bei den Panamerikanischen Spielen 2019 in Lima gewann sie mit der Mannschaft Gold.
Aksamit studierte an der Pennsylvania State University, für die sie auch im Collegesport aktiv war. Ihren Abschluss machte sie 2012 in Bewegungswissenschaften.